# Heterotanoides capensis
Heterotanoides capensis är en kräftdjursart som först beskrevs av Ernst Vanhöffen 1914.  Heterotanoides capensis ingår i släktet Heterotanoides och familjen Leptocheliidae. Inga underarter finns listade i Catalogue of Life.